# Szwadron Kawalerii KOP „Łużki”
Szwadron Kawalerii KOP „Łużki” – pododdział kawalerii Korpusu Ochrony Pogranicza.

## Formowanie i zmiany organizacyjne
Na posiedzeniu Politycznego Komitetu Rady Ministrów, w dniach 21-22 sierpnia 1924, zapadła decyzja powołania Korpusu Wojskowej Straży Granicznej. 12 września 1924 Ministerstwo Spraw Wojskowych wydało rozkaz wykonawczy w sprawie utworzenia Korpusu Ochrony Pogranicza, a 17 września instrukcję określającą jego strukturę. Jesienią 1924, w składzie 3 Brygady Ochrony Pogranicza, rozpoczęto formowanie jednostki 6 szwadronu kawalerii. W skład szwadronu wchodzić miały cztery plutony liniowe i drużyna dowódcy szwadronu. Według etatu szwadron liczyć powinien trzech oficerów, 19 podoficerów i 65 ułanów. Na uzbrojeniu posiadał 77 karabinków, 7 pistoletów oraz 82 szable. Z dniem 4 października 1924 rotmistrz 3 Pułku Strzelców Konnych Jerzy Dąbrowski został przeniesiony do Korpusu Ochrony Pogranicza na stanowisko dowódcy szwadronu.
Szwadron był podstawową jednostką taktyczną kawalerii KOP. Zadaniem szwadronu było prowadzenie działań pościgowych, patrolowanie terenu, w dzień i w nocy, na odległości nie mniejsze niż 30 km, a także utrzymywanie łączności między odwodami kompanijnymi, strażnicami i sąsiednimi oddziałami oraz eskortowanie i organizowanie posterunków pocztowych. Wymienione zadania szwadron realizował zarówno w strefie nadgranicznej, będącej strefą ścisłych działań KOP, jak również w pasie ochronnym sięgającym około 30 km w głąb kraju. Szwadron był też jednostką organizacyjną, wyszkoleniową, macierzystą i pododdziałem gospodarczym .
Jesienią 1927 szwadron został włączony w skład 3 Półbrygady Ochrony Pogranicza, która w 1929 została przemianowana na pułk KOP „Głębokie”
W lipcu 1929 zreorganizowano kawalerię KOP. Zorganizowano dwie grupy kawalerii. W lipcu 1929 zreorganizowano kawalerię KOP. Zorganizowano dwie grupy kawalerii. Podział na grupy uwarunkowany był potrzebami szkoleniowymi i zadaniami kawalerii KOP w planie „Wschód”. Szwadron wszedł w skład grupy północnej. Przyjęto też zasadę, że szwadrony przyjmą nazwę miejscowości będącej miejscem ich stacjonowania. Obok nazwy geograficznej, do 1931 stosowano również numer szwadronu.
W 1934(?)1932 dokonano kolejnego podziału szwadronów. Tym razem na trzy grupy inspekcyjne. Szwadron wszedł w skład grupy północnej.
Jednostką administracyjną dla szwadronu był batalion KOP „Łużki”.
W 1938 nastąpiła reorganizacja podporządkowania i struktur kawalerii KOP. Szwadrony zakwalifikowano do odpowiednich typów jednostek w zależności od miejsca stacjonowania. Szwadron zakwalifikowano do grupy II. Organizacja szwadronu kawalerii na dzień 20 listopada 1938 przedstawiała się następująco: dowódca szwadronu, szef szwadronu, drużyna ckm, drużyna gospodarcza, patrol telefoniczny i dwa plutony liniowe po cztery sekcje, w tym sekcję rkm . Liczył 2 oficerów, 1 chorążego, 6 podoficerów zawodowych, 4 podoficerów nadterminowych i 72 ułanów. Na uzbrojeniu posiadał 2 ckm, 2 rkm, 73 karabinki, 76 szabel. Posiadał też 83 konie wierzchowe.
W ramach mobilizacji częściowej zarządzonej 23 marca 1939 szwadron przegrupował się w rejon Wielunia, gdzie organizowany był ćwiczebny pułk kawalerii podporządkowany dowódcy OK IV. W maju szwadron wszedł w skład 1 pułku kawalerii KOP jako jego 2 szwadron.
1 września 1939 w Wójcinie walkę z Niemcami prowadził III pluton, który był placówką ubezpieczającą 2 szwadron w rejonie folwarku Makowszczyzna. W czasie walki ranny został dowódca plutonu, podporucznik Szkudlarek.

## Żołnierze szwadronu
Dowódcy szwadronu:
- rtm. Jerzy Dąbrowski[26] (od 4 października 1924 – był w 1928[27] )
- rtm. Szczęsny Różałowski (był w 1937)[27]
- rtm. Kazimierz Reszke (8 sierpnia 1937 –)[27]
- rtm. Heliodor Romaszkiewicz z 23 p.uł (do 6 września 1939[24][25])

Młodsi oficerowie szwadronu:
- por. Czesław Kadenacy z 13 puł, syn Bolesława i Zofii („Zuli”) z Piłsudskich, starszej siostry Józefa, były adiutant przyboczny Naczelnego Wodza[28] (od 6 lipca 1926[29])

Obsada personalna w marcu 1939
Ostatnia „pokojowa” obsada oficerska szwadronu
- dowódca szwadronu – rtm. Romaszkiewicz Heliodor
- oficer szwadronu – por. Czamyszewicz Antoni

Obsada personalna 2 szwadronu 1 pkaw KOP:
- dowódca szwadronu – rtm. Heliodor Romaszkiewicz (zmarł z ran 6 IX 1939 w Łodzi)
- dowódca I plutonu – por. Leon Będkowski z 12 p.uł.
- dowódca II plutonu – ppor. rez. Stanisław Szczawiński z 7 p.uł.
- dowódca III plutonu – ppor. rez. Józef Szkudlarek z 12 p.uł.
- szef szwadronu – st. wachm. Franciszek Harasymowicz